# Álvaro Rico
Álvaro Rico (ur. 13 sierpnia 1996 w La Puebla de Montalbán) – hiszpański aktor. Znany z serialu Szkoła dla elity.

## Życiorys
W 2011 roku zagrał w sztuce teatralnej Celestyna. W 2017 roku zadebiutował w telewizji w serialu Centro médico. W tym samym roku wcielił się w rolę Nicolása w serialu Velvet Colección.
W latach 2018–2020 był jednym z głównych bohaterów serialu Szkoła dla elity, wyprodukowanym przez Netflixa. Ponadto zagrał w takich produkcjach jak El Cid, La caza. Tramuntana, i Alba. W 2021 roku udzielił wywiadu dla magazynu Vanity Teen, w którym opowiedział o wpływie serialu na społeczeństwo oraz o swoich nadchodzących planach aktorskich.
Od 2018 do 2019 roku był w związku z aktorką Ester Expósito.

## Filmografia[4]
| Rok          | Tytuł                  | Rola                             | Producent    |
| ------------ | ---------------------- | -------------------------------- | ------------ |
| 2017         | Centro médico          | Diego Bravo                      | La 1         |
| 2017         | Velvet Colección       | Nicolás                          | #0           |
| 2018–2020    | Szkoła dla elity       | Leopoldo "Polo" Benavent Villada | Netflix      |
| 2020         | Relatos con-fin-a-dos  | Teo                              | —            |
| 2020         | El Show de Álvaro Rico |                                  | Youtube      |
| 2020 - nadal | El Cid                 | Nuño                             | Amazon Prime |
| 2021         | La caza. Tramuntana    | Miquel Torres Bosch              | La 1         |
| 2021         | Alba                   | Jacobo Entrerríos                | Antena 3     |